# Vídua jambandu
La vídua jambandu (Vidua raricola) és un ocell de la família dels viduids (Viduidae).

## Hàbitat i distribució
Habita la sabana humida al nord de Sierra Leone, nord de Ghana, nord de Nigèria, nord del Camerun, nord de la República Democràtica del Congo i Sudan del Sud.